# Château de Loriol (Ain)
Le château de Loriol est un ancien château fort de la première moitié du XIVe siècle, remanié en 1860 par Charles Martin, centre de la seigneurie d'Asnières-les-Bois, situé à Confrançon. Il a probablement remplacé un premier édifice de la fin du XIe siècle.
Le château et ses dépendances ainsi que la ferme et le four font l’objet d’une inscription au titre des monuments historiques par arrêté du 20 octobre 1994.

## Localisation
Le château de Loriol est situé sur la commune de Confrançon dans le département de l'Ain en région Auvergne-Rhône-Alpes, il se trouve à 2,5 km au nord-ouest du bourg, en bordure occidentale de la route départementale 26 reliant Mézériat à Saint-Didier-d'Aussiat.

## Historique

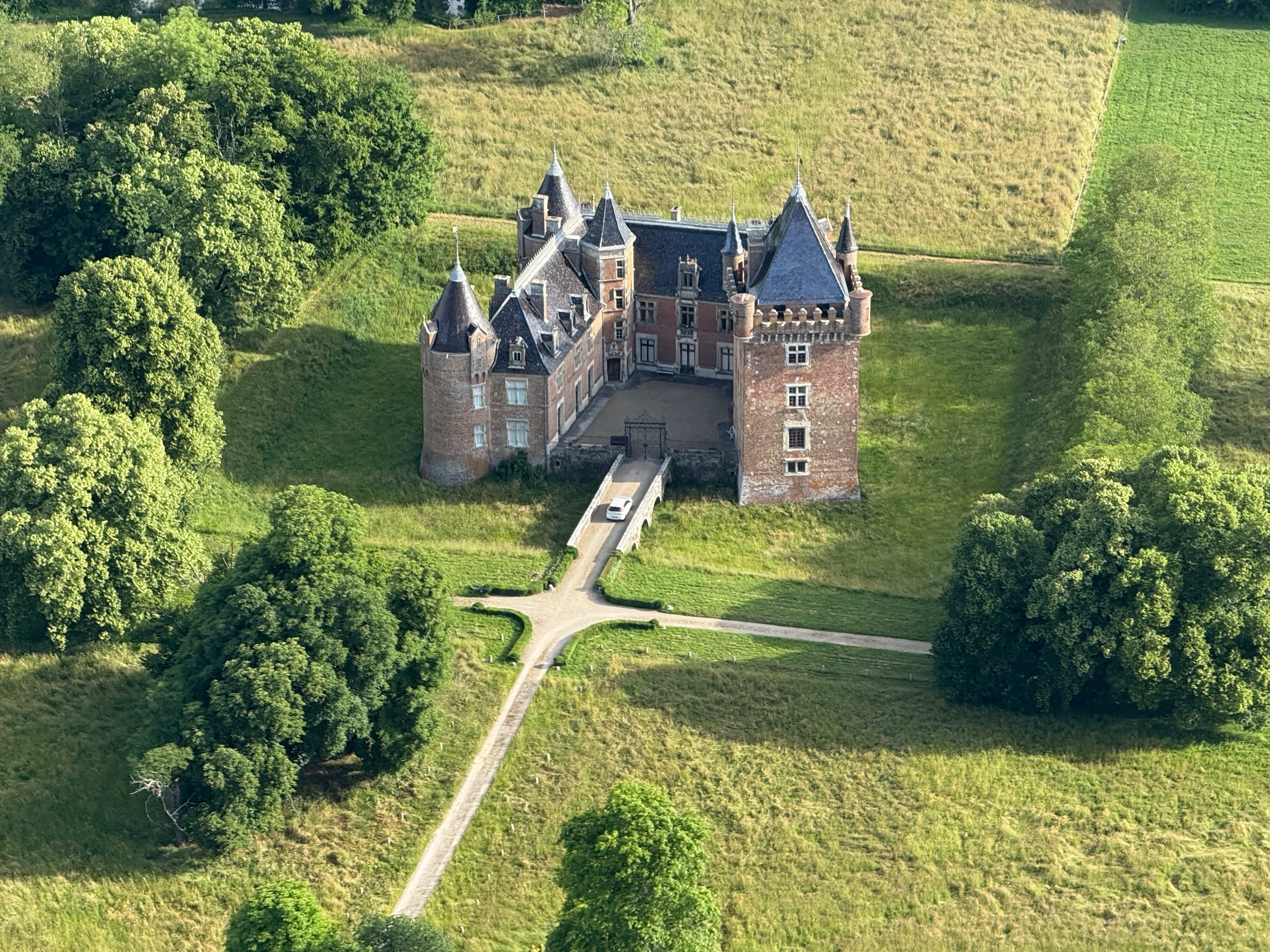
Vue aérienne du château.

Au Moyen Âge, Loriol s'appelait Asnières. La seigneurie avec château fort est à l'origine la possession des gentilshommes des nom et armes d'Asnières. Une famille noble de ce nom est citée depuis l'an 1100. Vivait à la fin du XIIe siècle Jocerand, Guillaume et Renaud d'Asnières. Le dernier fit une concession aux templiers de Laumusse.
Vers l'an 1300, la seigneurie d'Asnières passe par alliance aux mains de la famille de Sachins. Le 6 mai 1306 Guéric de Sachins, damoiseau, reçoit confirmation, d'Amédée V de Savoie et de son fils Édouard de Savoie, seigneur de Baugé et de Bresse, de la justice moyenne et basse sur tous les hommes et fiefs dans la terre de Baugé, et fait jeter les fondements du château que Jean de Sachins, seigneur d'Asnières, son petit-fils fit achever. Le 26 juin 1378, à Bourg, dans la maison de Jean de Corgenon, seigneur de Meillonaz, Jean de Sachins fait hommage du château et de la seigneurie d'Asnières à Amé, fils de Savoie, seigneur de Baugé et de Bresse. Sont présents : Guillaume, seigneur de Saint-Amour et Étienne de la Baume, chevalier.
Barthélemy de Boches, seigneur de Perès, pour être payé de la dot de son épouse Lucie de Sachins que son père Jean avait constituée en sa faveur fait vendre la seigneurie dont il jouira pendant sa vie. À son décès, sa fille et héritière, Isabelle de Boches porte la seigneurie d'Asnières avec celle de Perès (Perrex) en dot à Percenal de la Baulme, chevalier, seigneur de la Balme-sur-Cerdon (Labalme) devenant ainsi seigneur d'Asnières. À sa mort, ses enfants, Claude et Guillaume de la Baulme, ayant un différend sur le partage des biens de leur père, par transaction du 26 février 1439, Claude de la Baulme eut la seigneurie à sa vie pour tous droits que Galois de Sachins, chevalier, seigneur du Saugey, par procès revendique de lui. Ce dernier souhaitant transformer cette maison en maison forte, il en obtient, le 16 mars 1442, par permission faîte à Baugé de Louis de Savoie de la faire fortifier et achever une tour.
La famille s'éteignit avec Antoinette de Sachins, fille d'Antoine de Sachins, lui-même enfant de Galois en celle de Feurs-d'Estours ; Antoinette ayant épousé Jean de Feurs, seigneur d'Estours. Leur fils ainé, Philibert de Feurs, prit les nom et armes de Sachins 
François de Feurs-Sachins, coseigneur d'Asnières-les-Bois, avec son frère Claude, sans héritiers, désignent comme héritiers Claude de Chacipol, la Dame de Nanton, sa parente et François de Sachins. Claude de Chacipol, seigneur de Léal (Saint-Bénigne), son neveu, devenant par testament du 25 décembre 1563, seigneur d'Asnières. Sans héritier il institue pour héritière sa nièce, Françoise de Chacipol, femme de Georges de Loriol, seigneur de Saint-André, père de Jean de Loriol, seigneur d'Asnières et de Chamergy.
Jean de Loriol acquiert de Jeane de la Chambre, femme de Charles Damas, marquis de Thianges, chevalier des deux ordres du roi, fille du comte de Montfort, à la fin du XVIe ou au début du XVIIe siècle, la part qui avait appartenu à Claude de Feurs-Sachins que celui-ci avait porté à la famille de Nanton, fondue dans celle des comtes de Montfort du nom et armes de la Chambre, devenant ainsi seul seigneur d'Asnières et qui donnera son nom au domaine.
La terre passe au XVIIIe siècle à la famille Duport et en janvier 1743 est érigée en comté sous le nom de Loriol, en faveur d'Alexandre-Catherin du Port de Montplaisant. Alexandre-Marie-Élysée du Port, comte de Loriol, en reprit le fief, le 24 mars 1779.
En 1860, le château est restauré dans le style néogothique par l'architecte de Bourg-en-Bresse, Charles Martin.

## Description

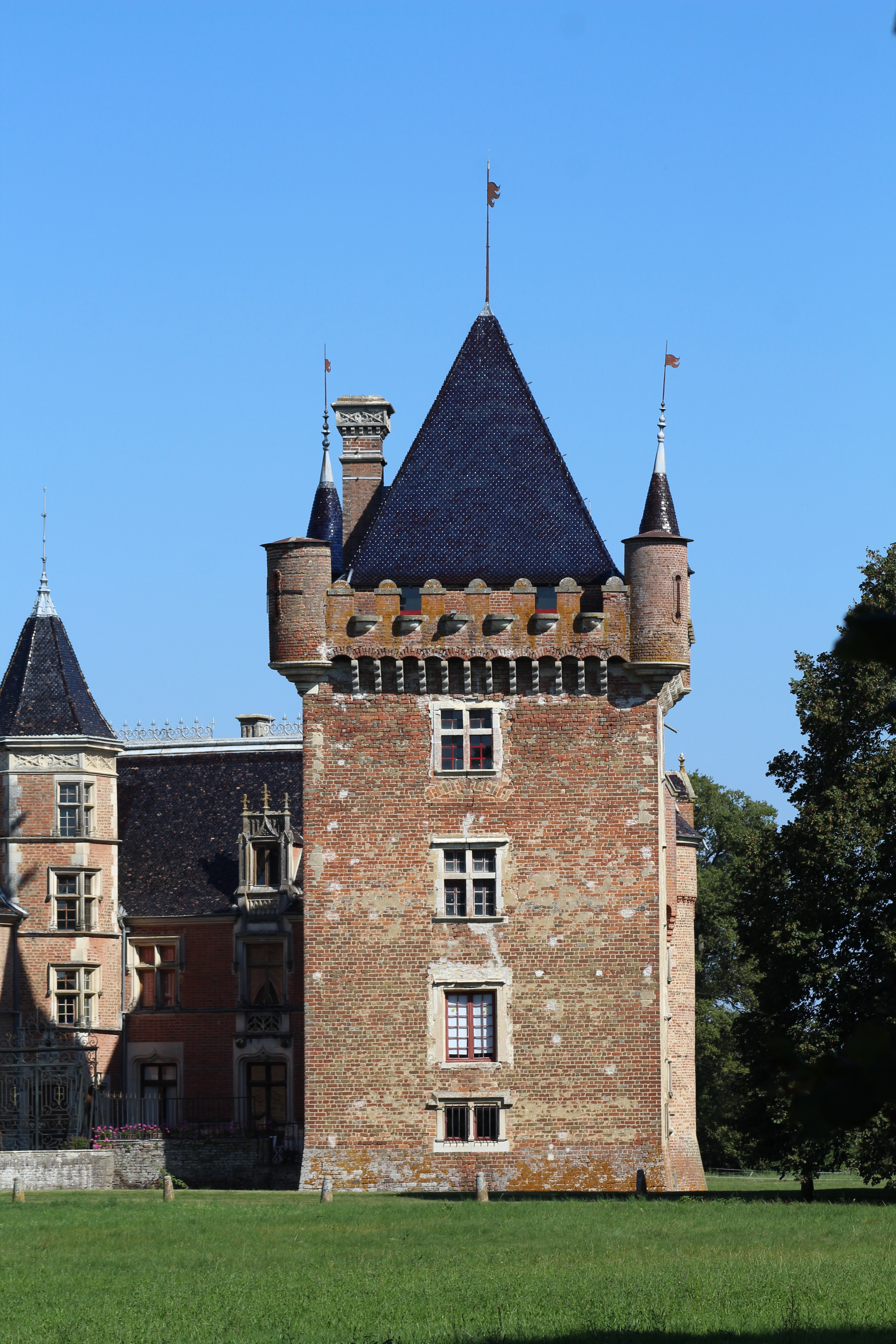
Donjon.

Le château de Loriol se présente au XXIe siècle sous la forme d'un logis en équerre, dont les angles d'escarpe sont flanqués de tourelles rondes, qui prend appui sur un gros donjon quadrangulaire. Ce donjon, datant probablement du XIVe siècle, a son sommet couronné de mâchicoulis et des poivrières circulaires dans les angles.